# Haardt an der Weinstraße
Haardt an der Weinstraße ist ein pfälzisches Winzerdorf. Es wurde am 7. Juni 1969 als Ortsbezirk in die 1 km südlich gelegene kreisfreie Stadt Neustadt an der Weinstraße (Rheinland-Pfalz) eingemeindet, deren alter Name Neustadt an der Haardt oder Neustadt (Haardt) nicht mit der heutigen Ortsteilsbezeichnung verwechselt werden darf.

## Geographie

### Lage
Der Ort liegt am Ostabhang der Haardt zur Rheinebene hin auf einer mittleren Höhe von etwa 150 m ü. NHN. Diese Lage ermöglicht einen ausgezeichneten Fernblick über die sich 50 m tiefer erstreckende Ebene. Außerdem hält das im Westen vorgelagerte Mittelgebirge einen Großteil der Niederschläge ab, so dass die Sommer von warmen und trockenen Wetterlagen geprägt sind. Dank des milden Klimas gibt es im westlich angrenzenden Wald große Bestände an Edelkastanien, die auf die Römerzeit zurückgehen. Westlich des Siedlungsgebiets befindet sich außerdem das Meisental. Benachbart sind im Süden die Kernstadt von Neustadt und im Nordosten die weiteren Ortsteile Gimmeldingen sowie Mußbach.

### Erhebungen und Gewässer

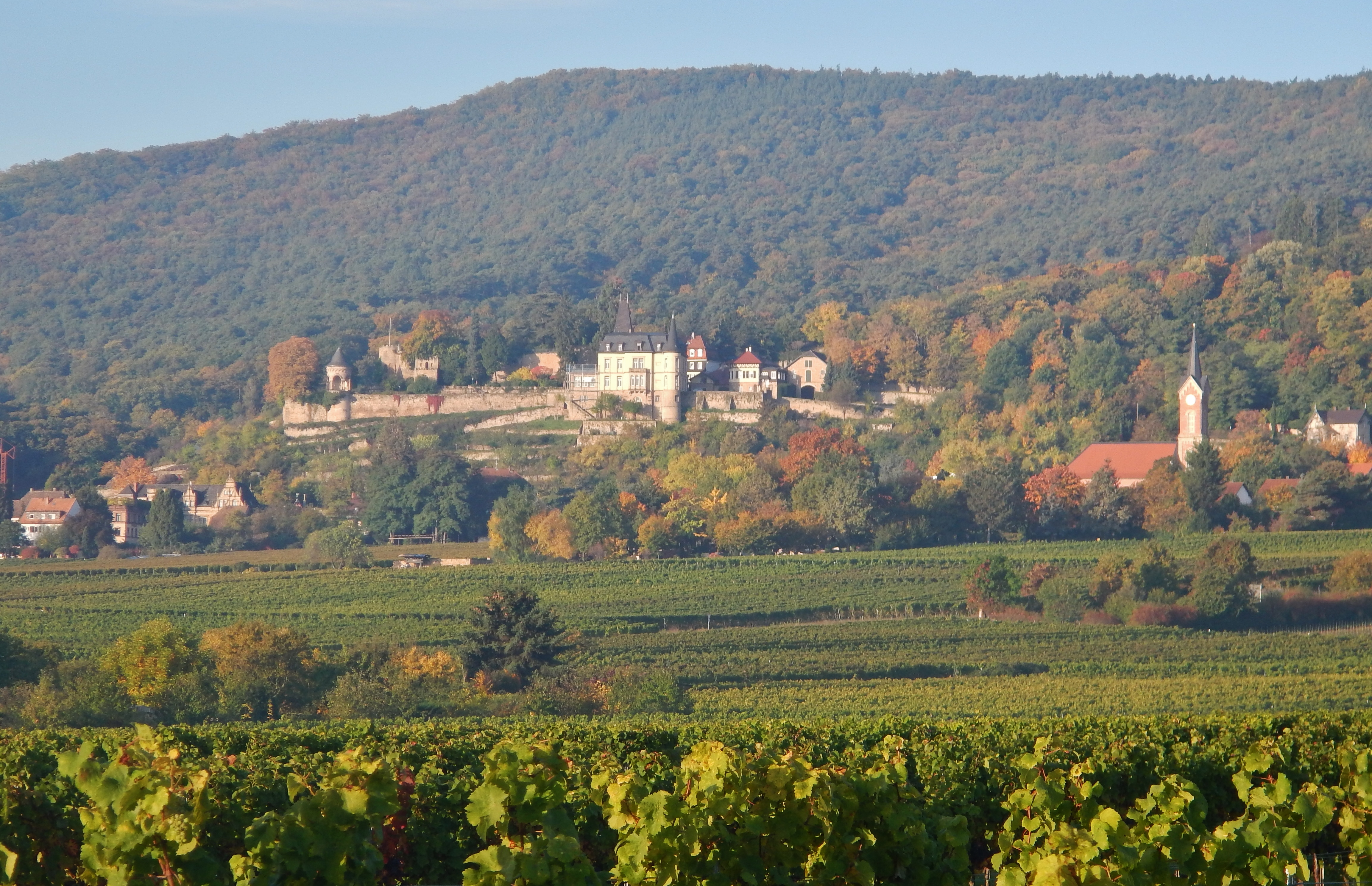
Schlossberg mit Burg Winzingen (links) und Haardter Schloss

Überragt wird der Ort vom 554 m hohen Weinbiet; dessen Ostläufer Nebelberg erstreckt sich unmittelbar nordwestlich des Siedlungsgebiets. Den südöstlichen Ausläufer des Weinbiets stellt der 230 m hohe Schlossberg dar, westlich von diesem verläuft der Wolfsberg. Durch den Ort fließt in Nordwest-Südost-Richtung der Sulzwiesengraben, ein linker Zufluss des Floßbachs.

## Geschichte

### Ortsname
Der Name bedeutet „Wald“ und entstand vermutlich wegen der unmittelbaren Nähe des gleichnamigen bewaldeten Gebirgszugs der Haardt, die hier den Ostrand des mittleren Pfälzerwalds bildet.

### Chronik
Die erste urkundliche Erwähnung der Siedlung datiert aus dem Jahr 1256, als die Klöster Heilsbruck und St. Lambrecht Besitz in Haardt geschenkt bekamen. Entstanden sein dürfte die Ansiedlung bereits 50 bis 100 Jahre zuvor, als sich nach der Erbauung der Burg Winzingen in deren Umgebung Menschen niederließen.
Von Beginn seiner Geschichte an war der Ort Teil der Kurpfalz und blieb es bis zum Ende des 18. Jahrhunderts.
Von 1798 bis 1814, als die Pfalz Teil der Französischen Republik (bis 1804) und anschließend Teil des Napoleonischen Kaiserreichs war, war Haardt in den Kanton Neustadt (Donnersberg) eingegliedert und besaß eine eigene Mairie. 1815 wurde der Ort Österreich zugeschlagen und wechselte bereits ein Jahr später wie die gesamte Pfalz in das Königreich Bayern. Von 1817 bis 1862 gehörte die Gemeinde dem Landkommissariat Neustadt an; aus diesem ging das Bezirksamt Neustadt hervor.
Ab 1939 war Haardt Bestandteil des Landkreises Neustadt an der Weinstraße. Nach dem Zweiten Weltkrieg wurde der Ort innerhalb der französischen Besatzungszone Teil des Regierungsbezirks Pfalz im damals neu gebildeten Land Rheinland-Pfalz. Im Zuge der ersten rheinland-pfälzischen Verwaltungsreform wurde Haardt am 7. Juni 1969 in die kreisfreie Stadt Neustadt an der Weinstraße eingemeindet.

## Bevölkerung

### Einwohnerentwicklung
| Einwohnerentwicklung von Haardt ab 1584 | Einwohnerentwicklung von Haardt ab 1584 | Einwohnerentwicklung von Haardt ab 1584 | Einwohnerentwicklung von Haardt ab 1584 | Einwohnerentwicklung von Haardt ab 1584 | Einwohnerentwicklung von Haardt ab 1584 | Einwohnerentwicklung von Haardt ab 1584 | Einwohnerentwicklung von Haardt ab 1584 | Einwohnerentwicklung von Haardt ab 1584 | Einwohnerentwicklung von Haardt ab 1584 | Einwohnerentwicklung von Haardt ab 1584 | Einwohnerentwicklung von Haardt ab 1584 | Einwohnerentwicklung von Haardt ab 1584 | Einwohnerentwicklung von Haardt ab 1584 | Einwohnerentwicklung von Haardt ab 1584 | Einwohnerentwicklung von Haardt ab 1584 | Einwohnerentwicklung von Haardt ab 1584 |
| Jahr                                    | Einwohner                               |                                         | Jahr                                    | Einwohner                               |                                         | Jahr                                    | Einwohner                               |                                         | Jahr                                    | Einwohner                               |                                         | Jahr                                    | Einwohner                               |                                         | Jahr                                    | Einwohner                               |
| --------------------------------------- | --------------------------------------- | --------------------------------------- | --------------------------------------- | --------------------------------------- | --------------------------------------- | --------------------------------------- | --------------------------------------- | --------------------------------------- | --------------------------------------- | --------------------------------------- | --------------------------------------- | --------------------------------------- | --------------------------------------- | --------------------------------------- | --------------------------------------- | --------------------------------------- |
| 1584                                    | ~330                                    |                                         | 1766                                    | ~700                                    |                                         | 1817                                    | 1.068                                   |                                         | 1861                                    | 1.243                                   |                                         | 1938                                    | 1.533                                   |                                         | 2012                                    | 2.656                                   |
| 1617                                    | ~400                                    |                                         | 1784                                    | 841                                     |                                         | 1825                                    | 1.125                                   |                                         | 1871                                    | 1.290                                   |                                         | 1954                                    | 2.050                                   |                                         |                                         |                                         |
| 1655                                    | ~180–220                                |                                         | 1791                                    | 820                                     |                                         | 1840                                    | 1.187                                   |                                         | 1891                                    | 1.358                                   |                                         | 1970                                    | ~2.150                                  |                                         |                                         |                                         |
| 1713                                    | 414                                     |                                         | 1803                                    | 809                                     |                                         | 1852                                    | 1.306                                   |                                         | 1905                                    | ~1.400                                  |                                         | 2009                                    | 2.777                                   |                                         |                                         |                                         |

Der Bevölkerungsschwund zwischen 1617 und 1655 ist mit dem Dreißigjährigen Krieg zu erklären, dessen hauptsächliche Auseinandersetzungen Anfang der 1620er Jahre auf pfälzischem Gebiet stattfanden; die Bevölkerung fiel dem Krieg oder Seuchen zum Opfer oder entschloss sich wegen der Verwüstungen zur Auswanderung.

### Religion
Seit 1570 war Haardt größtenteils evangelisch-reformiert. Durch Eigenleistungen und Baumaterialgeschenken umliegender Gemeinden wurde 1781/82 eine Kirche mit einem Dachreiter als Notturm für zwei Glocken errichtet. 1806 wurde das Dorf durch ein Dekret Napoleons zu einer eigenen Pfarrei. Der Dachreiter der Kirche wurde 1867 abgetragen, und die Kirche erhielt einen echten Turm, der 36 m hoch ist und Raum für eine Uhr und vier Glocken (drei Hamm-Glocken von 1949, eine Bachert-Glocke von 1963) bietet.

## Politik

### Ehemaliges Gemeindewappen
| Wappen von Haardt an der Weinstraße | Blasonierung: „Von Schwarz und Silber gespalten, rechts ein linksgewendeter rotbewehrter und -bezungter goldener Löwe, links ein blaues Sesel (Rebmesser) mit goldenem Griff.“ |
| Wappen von Haardt an der Weinstraße | Wappenbegründung: Das ehemalige Gemeindewappen zeigt auf der rechten Seite einen linksgewendeten Pfälzer Löwen und auf der linken Seite ein nach rechts gerichtetes Sesel. Der Löwe weist auf die Kurpfälzer Herrschaft hin, das Winzermesser auf den hauptsächlichen Erwerbszweig der Einwohner. Das Wappen geht auf das älteste Siegel des Haardter Gerichts aus dem Jahr 1568 zurück und wurde am 15. Mai 1845 von König Ludwig I. von Bayern als Gemeindewappen verliehen. |

### Ortsbeirat
Für den Stadtteil Haardt wurde ein Ortsbezirk gebildet. Dem Ortsbeirat gehören 13 Beiratsmitglieder an, den Vorsitz im Ortsbeirat führt die direkt gewählte Ortsvorsteherin.
Zur Zusammensetzung des Ortsbeirats siehe die Ergebnisse der Kommunalwahlen in Neustadt an der Weinstraße.

### Ortsvorsteher
Ortsvorsteherin ist Silvia Kerbeck (CDU). Bei der Direktwahl am 26. Mai 2019 wurde sie mit einem Stimmenanteil von 51,33 % gewählt und ist damit Nachfolgerin von Richard Racs (Bündnis 90/Die Grünen), der nicht mehr angetreten war. Bei der Kommunalwahl am 9. Juni 2024 setzte sich Silvia Kerbeck mit einem Stimmenanteil von 71,3 % gegen eine Mitbewerberin durch und wurde somit für weitere fünf Jahre in ihrem Amt bestätigt.

## Sehenswürdigkeiten und Kultur

### Kulturdenkmäler

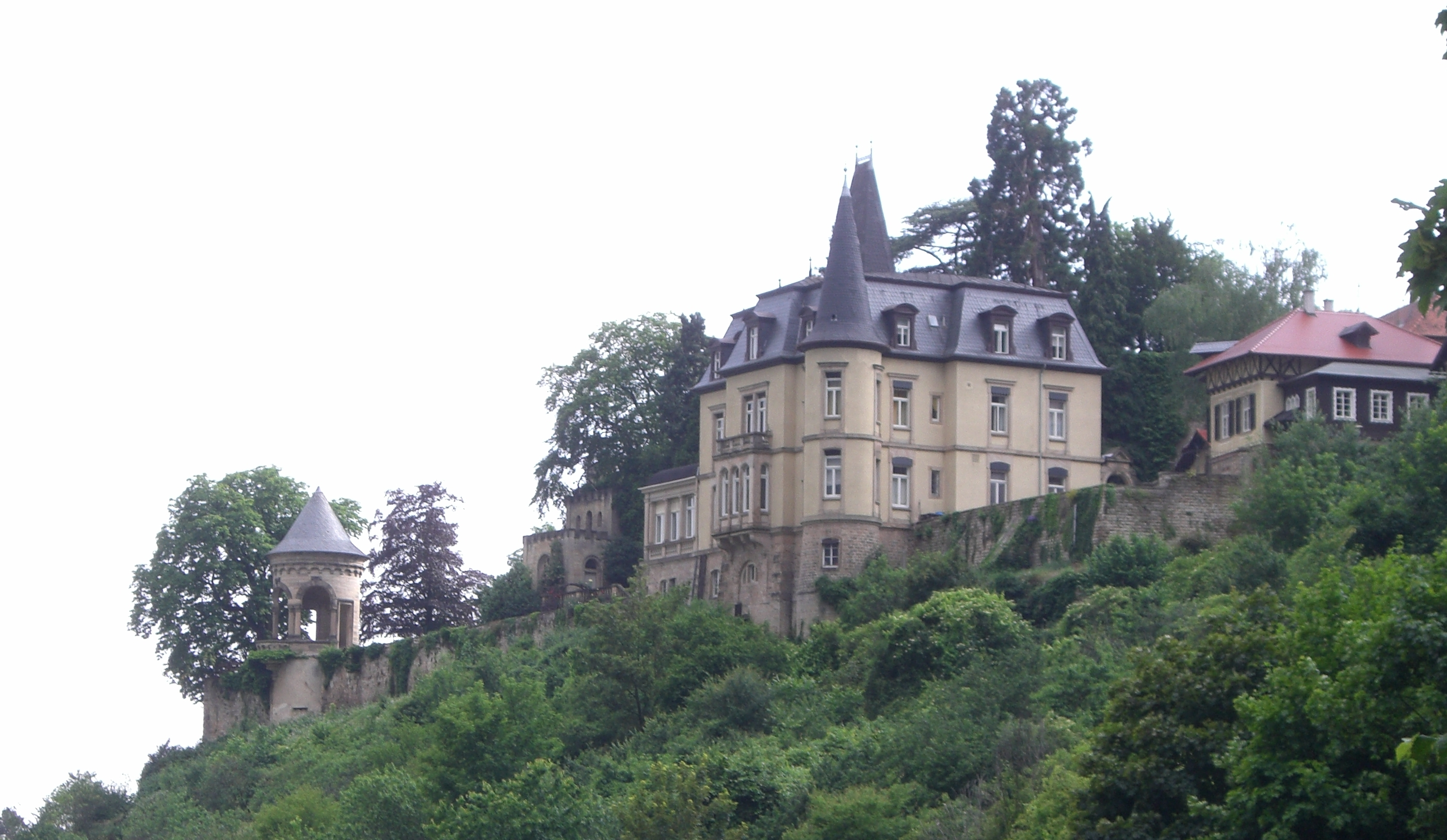
Haardter Schloss
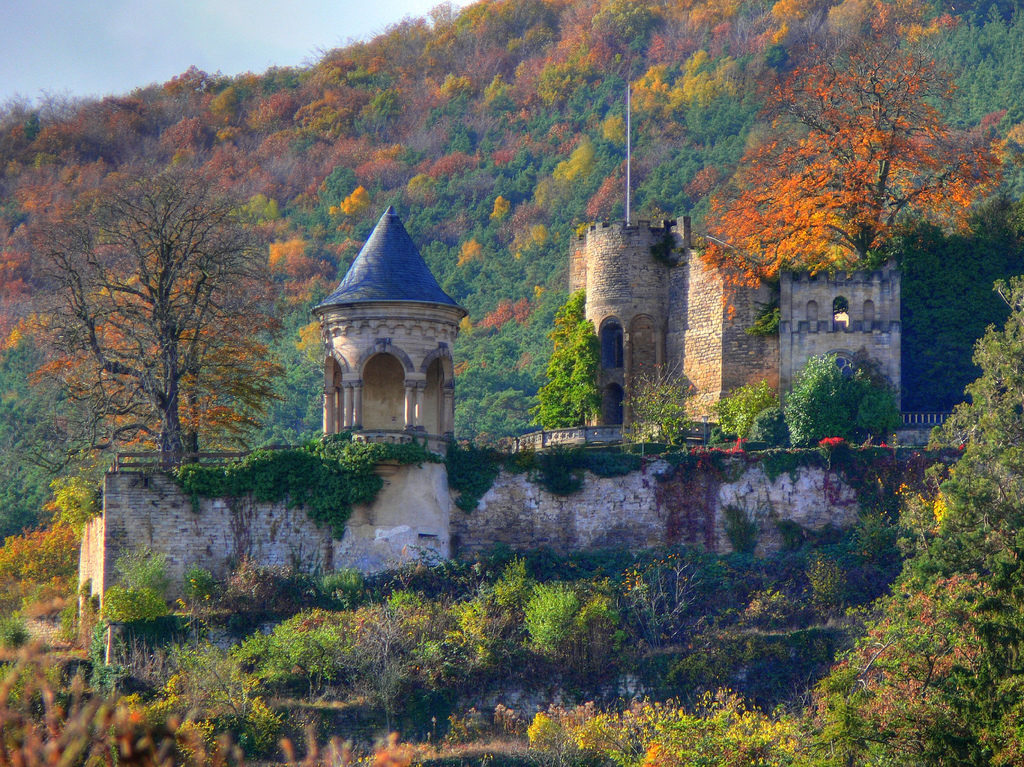
Burg Winzingen
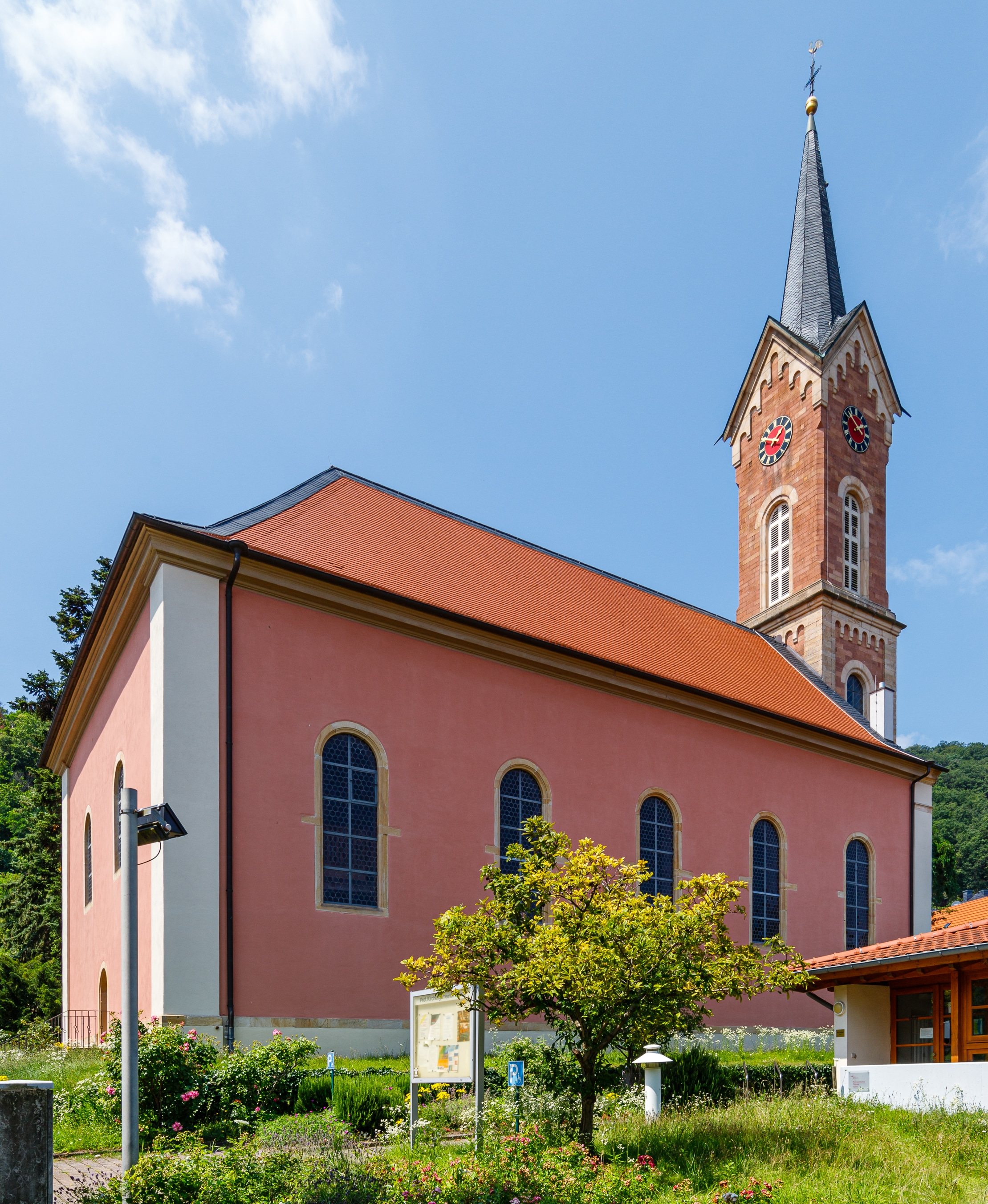
Protestantische Kirche
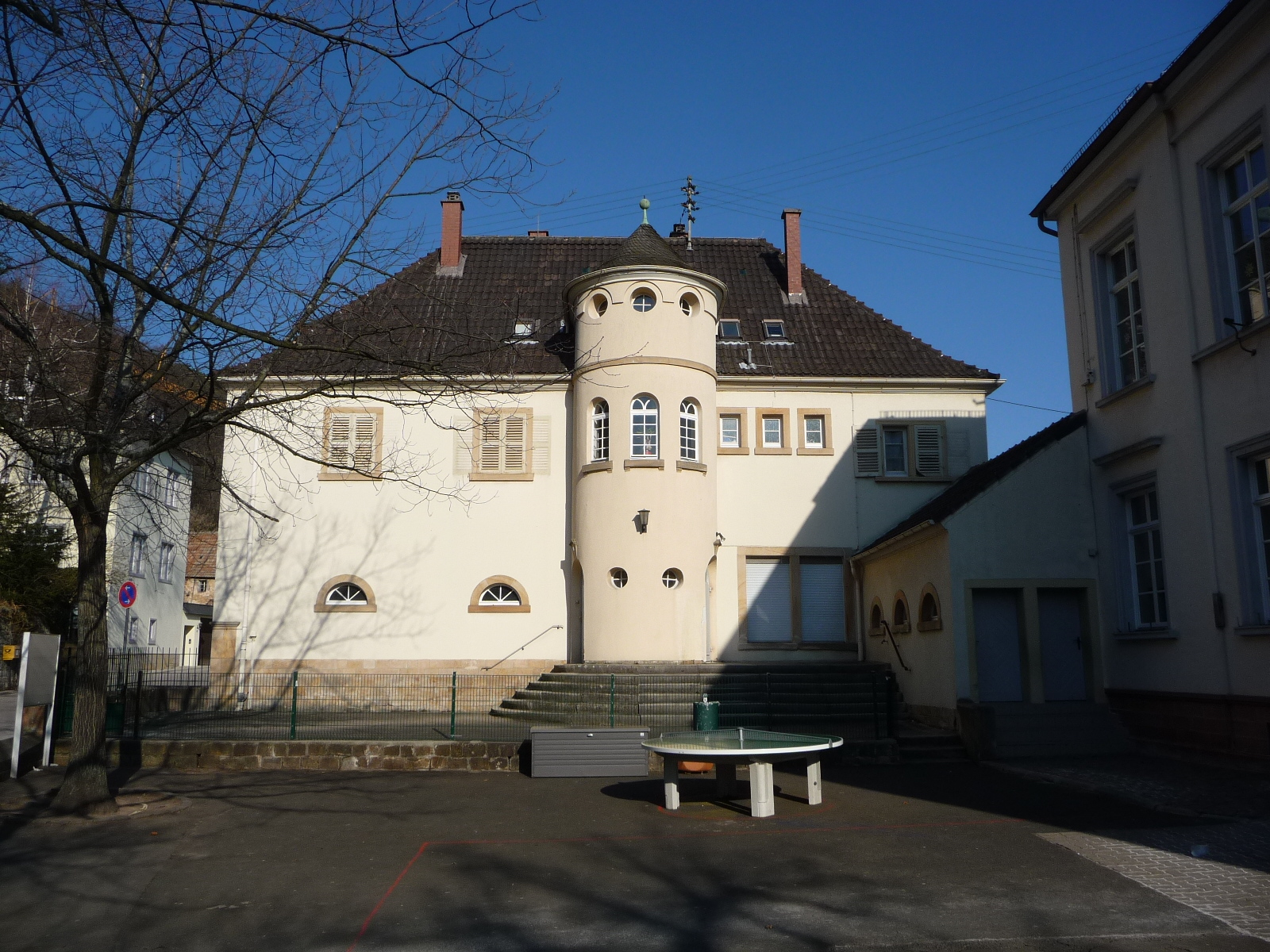
Schule
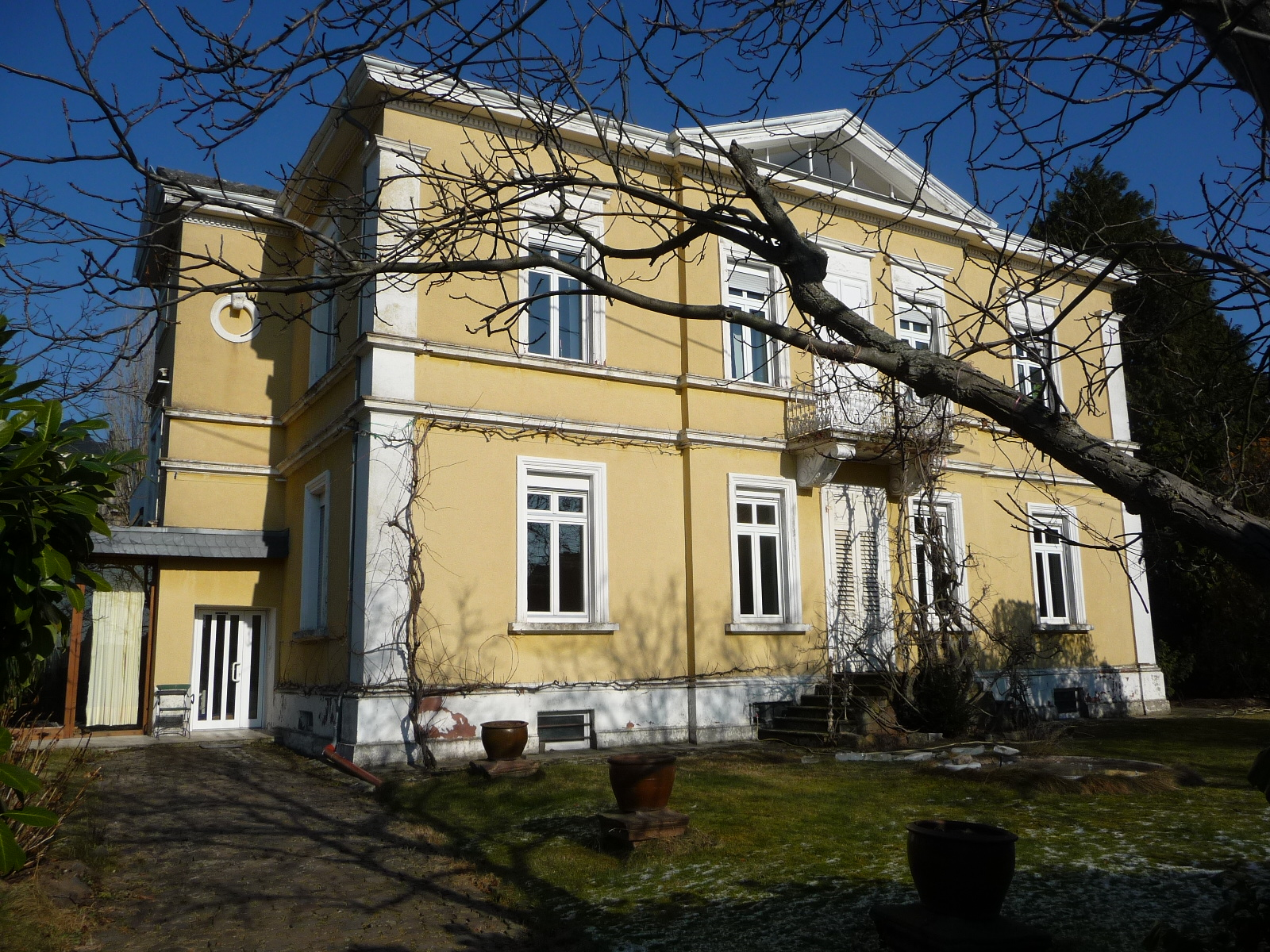
C. G. Jung-Haus

Denkmalzonen
Das Haardter Schloss sowie die Ortskerne von Mittelhaardt, Unterhaardt und Vorderhaardt sind jeweils als Denkmalzonen ausgewiesen. Bei ersterem handelt es sich um ein 1875 errichtetes Herrenhaus am Hang des Schlossbergs. Es entstand auf dem nordöstlichen Gelände der Ruine der aus dem 11. Jahrhundert stammenden Burg Winzingen.
Einzeldenkmäler
Die protestantische Kirche wurde im barocken Stil gebaut. Im Pfälzerwald, jedoch unweit des Siedlungsgebiets, liegt der Wilhelmsplatz, der als Waldfestplatz fungiert. Auf dem Wolfsberg befindet sich außerdem der sogenannte Steinerne Hirsch, ein im 19. Jahrhundert kreiertes Hochrelief.

### Natur
Innerhalb des Siedlungsgebiets stehen mehrere Bäume, die als Naturdenkmale ausgewiesen sind. Am Anstieg zum Gebirge liegt das Naturschutzgebiet Haardtrand – Schloßberg.

### Brauchtum
Jährlich am zweiten Maiwochenende wird das Haardter Weinfest auf der Straße mit dem publikumswirksamen „Schubkarrenrennen“ veranstaltet. Am ersten Septemberwochenende findet die Haardter Quetschekuche-Kerwe statt, bei dem Stücke eines überdimensionierten Zwetschgenkuchens verkauft werden und das „Quetschekern-Zielspucken“ angeboten wird.

## Wirtschaft und Infrastruktur

### Wirtschaft

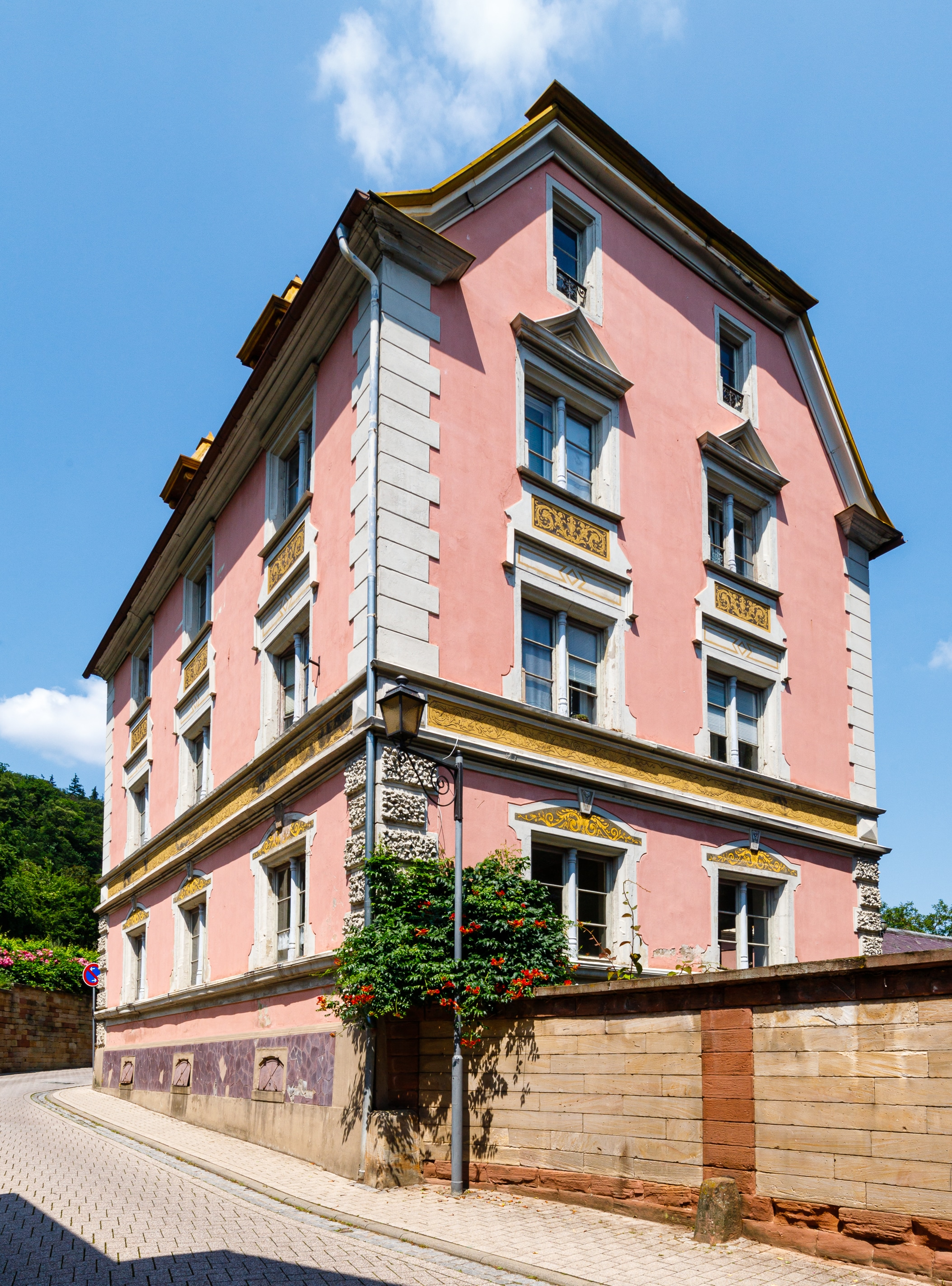
Ehemaliges Weingut Mattern

Früher war Haardt überwiegend durch den Weinbau geprägt. Die Hanglage bewirkt, dass Kaltluft zur Ebene hin abfließt, so dass im zeitigen Frühjahr Frostschäden in den Weinbergen unterbleiben. Die Einzellagen sind Bürgergarten (25,49 ha) (mit den Sublagen Schlossberg, Im Breumel, Oberer Aspen und Im Gehren), Herrenletten (17,75 ha), Herzog (40,38 ha) und Mandelring (42,32 ha), die zur Großlage Gimmeldinger Meerspinne gehören. In Haardt hat das Weingut Müller-Catoir seinen Sitz. Vor Ort existierte einst die Haardter Winzergenossenschaft, die 2002 in der Weinbiet Manufaktur aufging. In den 1970er Jahren entstand auf Haardter Gemarkung ein Wohnstift, das etwa 400 Appartements enthält und von der Gesellschaft für Dienste im Alter (GDA) betrieben wird. Außerdem gibt es ein Krankenpflegeheim (etwa 150 Plätze) und eine orthopädische Fachklinik.
In Haardt befindet sich am Südhang des Nebelbergs der einzige noch in Betrieb befindliche Steinbruch im Pfälzerwald, der gelb-weißen Haardt-Sandstein abbaut, mindestens seit Mitte des 18. Jahrhunderts. Hier gebrochene Steine wurden auch bei der Renovierung historischer Großbauten, z. B. Schloss und Wasserturm in Mannheim, Schloss und Universität in Heidelberg sowie Speyerer Kaiserdom, verwendet.
Während der 1920er Jahre wurde vor Ort Der Eisenhammer, eine regionale Zeitung der NSDAP, herausgegeben.

### Tourismus
In der zweiten Hälfte des 20. Jahrhunderts gewann der Tourismus immer mehr an Bedeutung; mittlerweile ist Haardt staatlich anerkannter Erholungsort. Durch den Ort verläuft der Radweg Deutsche Weinstraße.

### Verkehr
Örtliche Verbindungsstraßen führen in die Kernstadt sowie nach Gimmeldingen und Mußbach. Hierüber sind auch die überregionalen Anbindungen zu erreichen.

### Bildung
In Haardt gibt es einen Kindergarten mit vier Gruppen und die Michael-Ende-Grundschule mit je einer Klasse pro Jahrgang.

## Persönlichkeiten

### Söhne und Töchter des Ortes
- Elk Eber (1892–1941), Maler und Grafiker

### Personen, die vor Ort gewirkt haben
- August von Clemm (1837–1910) war Erbauer des Haardter Schlosses und starb vor Ort.
- Annemarie Müller war 1955/56 Pfälzische Weinkönigin.